# Усть-Кут
56°48′ пн. ш. 105°50′ сх. д. / 56.800° пн. ш. 105.833° сх. д.
Усть-Кут — місто (з 1954) в Росії, адміністративний центр Усть-Кутського району Іркутської області.
Укріплення було засноване у 1631 році козацьким отаманом Іваном Галкіним, який побудував острог, що був довгі роки місцем ув'язнення політв'язнів. У радянські часи належав до системи Озерлагу. Офіційний статус міста Усть-Кут отримав у 1954 році. 
Місто розташоване на річці Лена, за 610 км від Іркутська.
Через місто проходить Байкало-Амурська магістраль

## Клімат
Клімат різко континентальний. Середня температура січня —25 °C, липня +17 °C, мінімальна температура —58 °C, максимально (у тіні) + 42 °C.
Опадів 350 мм на рік.

## Економіка
- Верхньо-Ленське річкове пароплавство
- судноверф
- підприємства лісової промисловості
- молочний завод
- нафтобаза
- нафтогазові родовища в Усть-Кутському районі, невеликий обсяг видобутку, трансконтинентальний нафтопровід, що будується.

## Транспорт
- Залізнична станція Лена на БАМі (Байкало-Амурської магістралі).
- Великий річковий порт Осетрово на річці Лена (займається, в тому числі, обслуговуванням північного завезення).
- Аеропорт Усть-Кут.

## Знамениті уродженці
- Барахтенко Володимир Сергійович (1989—2022) — учасник російсько-української війни, Герой Російської Федерації.

## Фотографії

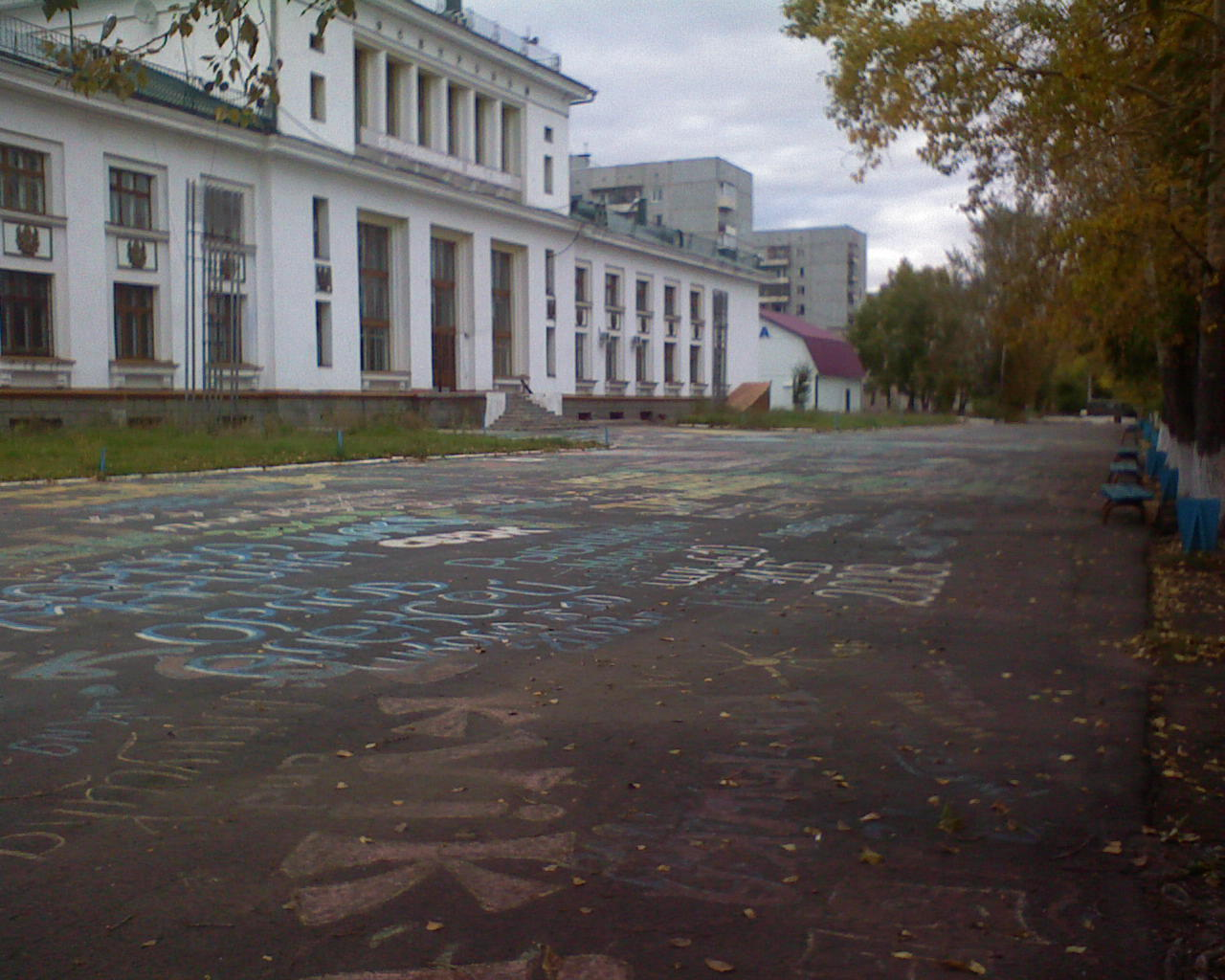
Площа річкового вокзалу Осетрово